# Famiglia Hammerstein

## Storia
Oscar Hammerstein I (Berlino 1847-New York 1919) fu il capostipite, emigrato giovanissimo in America, che impiegò in ardite iniziative nel campo dello spettacolo il molto denaro guadagnato con altre attività.
Fondò diversi teatri nei quali si esibirono i più noti attori d'America e d'Europa, da Edwin Booth ad Alessandro Salvini, dalla Otero a Cléo de Mérode alla Tortajada, da Yvette Guilbert a Leopoldo Fregoli.
William, figlio di Oscar, proseguì la strada aperta dal padre e, come direttore del Victoria Theatre, organizzò spettacoli a sensazione presentando con felice eclettismo l'esploratore James Cook e il pugile James J. Corbett, Marie Dressler, Buster Keaton e l'esordiente Charlie Chaplin.
Con Arthur (1872-1955), fratello del precedente, l'attività degli Hammerstein si concentrò soprattutto sulla opera lirica, tenendo testa, spesso vittoriosamente, al Metropolitan Opera House con produzioni di alto livello interpretate da artisti di alto richiamo.
Oscar Hammerstein II (New York 1895-Doylestown 1960), figlio di Arthur, giunse al successo internazionale legando il proprio nome, come librettista principe della 'musical comedy', a quello dei più  illustri compositori americani del suo tempo, da Herbert Stothart a George Gershwin e soprattutto Jerome Kern e Richard Rodgers.
Nella sua cospicua produzione, costituita da oltre 50 titoli, si possono menzionare particolarmente Rose-Marie (1924); Show Boat (1927), notissima fra l'altro per una canzone, Ol' Man River, fra le più belle di quante si sono ispirate al mondo nero e ancor oggi popolare; Oklahoma! (1943); Carmen Jones (1943); Carousel (1945); South Pacific (1949); The King and I (1951).